# Delta unguiculatum
Eumène unguiculé
Espèce
Delta unguiculatum (ou D. unguiculata), l'eumène unguiculé, est une espèce d'insectes hyménoptères de la famille des Vespidae, de la sous-famille des guêpes maçonnes (Eumeninae), du genre Delta.

## Description
Delta unguiculatum est une guêpe maçonne à la taille très marquée, son abdomen antérieur étant longuement pétiolé. Elle est de très grande taille : de 20 à 25 mm pour la femelle et un peu moins pour le mâle.
Son thorax comporte à l'avant, un pronotum jaune et orange et un mésonotum noir. Le premier et second tergites abdominaux sont aussi marqués de rouge. Les ailes sont fumées d'orange.
La femelle possède des antennes à 12 articles, le mâle en possède 13 avec le dernier recourbé.
Elle est active de juin à août. On l'observe sur les fleurs d'apiacées (fenouil etc) en train de butiner le nectar.

## Reproduction
Elle fabrique un nid en mortier, avec de la boue et du sable, le long d'un mur ou d'une paroi. C'est un amas de plusieurs cellules. En haut de chaque cellule, la femelle pond un œuf puis apporte une chenille de papillon pour le ravitaillement. Elle ferme ensuite l'ouverture du nid avec du mortier.

## Distribution et habitat
L'eumène unguiculé est commun en zone méditerranéenne. Cette espèce des régions chaudes est remontée vers l'ouest jusqu'en Charente et vers l'est jusqu'à Strasbourg, dans une expansion manifestement favorisée par l'augmentation des températures moyennes.
On la rencontre dans les régions chaudes, dans les jardins des villages et des villes.
|                                                                  |                                                                   |
| Delta unguiculatum apportant une boulette de mortier sur son nid | Accouplement de Delta unguiculatum sur fenouil (Charente, France) |